# Joe Dorsey
Joe A. „Joey“ Dorsey (* 1925 oder am 15. Januar 1932 in Florida) ist ein US-amerikanischer Schauspieler. Als Fernseh- und Filmdarsteller war er nach seinem Debüt Mitte der 1960er Jahre ab den 1970er bis in die späten 1990er Jahre verstärkt zu sehen, hauptsächlich als Episodendarsteller in verschiedenen US-amerikanischen Fernsehserien.

## Leben
Dorsey entstammt der Familie, die das Dorsey Brothers Orchestra, eine Studiotanzband, gründeten und von 1928 bis 1935 als eine solche aktiv waren. Er ist mit der Schauspielerin Sandra Dorsey (* 28. September 1939 in Atlanta, Georgia) verheiratet. Nach seinem Fernsehdebüt 1965 in der Fernsehserie The Nurses begann er ab Mitte der 1970er Jahre verstärkt Rollen in Fernseh- und Filmproduktionen zu übernehmen. 1976 hatte er die Rolle des zwielichtigen und materiellen Parkaufsehers Charley Kittridge im Tierhorrorfilm Grizzly inne. Er verkörperte häufig verschiedene Militärangehörige wie 1977 Lt. Edward P. Doherty in The Lincoln Conspiracy, 1978 Captain Guthrie in The Million Dollar Dixie Deliverance, 1980 General Trafe im Fernsehfilm The Ordeal of Dr. Mudd oder 1983 in einer Episode der Fernsehserie The Mississippi die Rolle des Colonel Fulmer sowie Polizisten und andere Ordnungshüter wie 1978 Officer McNally in High School-Träume, 1979 Sheriff Paul Townsend in Die Außerirdischen, 1984 Sheriff Bates in Das Philadelphia Experiment 1985 Chief of Police in der Mini-Serie Robert Kennedy and His Times sowie Sgt. Louis Whitlow in einer Episode der Fernsehserie Hunter oder Chief Milford Carsworth in der Fernsehserie Code of Vengeance sowie Sheriff Dwight Clifford in einer Episode der Fernsehserie Remington Steele im selben Jahr und außerdem 1986 Colonel Atherton in Dream West – Das abenteuerliche Leben des John Charles Fremont. Er war von 1977 bis 1979 Präsident der Georgia Screen Actors Guild. 1979 war er in Der große Santini als Coach Spinks zu sehen. 1983 stellte er in WarGames – Kriegsspiele Colonel Joe Conley und 1988 in BAT-21 – Mitten im Feuer Colonel Douglass dar. Letztmals war er 1997 im Spielfilm Killing Midnight in einer Nebenrolle als Filmschauspieler zu sehen. 

## Filmografie (Auswahl)
- 1965: The Nurses (Fernsehserie, Episode 3x18)
- 1974: Die härteste Meile (The Longest Yard )
- 1976: Abenteuer der Landstraße (Movin’ On , Fernsehserie, Episode 2x18)
- 1976: Projekt Kill – Ein Mann will raus (Project: Kill)
- 1976: Grizzly
- 1977: Roots (Mini-Serie, Episode 1x02)
- 1977: Nashville 99 (Fernsehserie, Episode 1x02)
- 1977: Young Dan'l Boone (Fernsehserie, Episode 1x01)
- 1977: The Lincoln Conspiracy
- 1978: The Million Dollar Dixie Deliverance (Fernsehfilm)
- 1978: Disney-Land (Disneyland, Fernsehserie, Episode 24x11)
- 1978: High School-Träume (Our Winning Season)
- 1978: Der Manitou (The Manitou, auch Super Zombie: Die Geburt des Grauens oder Lasersturm)
- 1978: Zwei ganz verrückte Knastbrüder (They Went That-A-Way & That-A-Way)
- 1979: Norma Rae – Eine Frau steht ihren Mann (Norma Rae )
- 1979: Die Außerirdischen (Stridulum)
- 1979: Die Weisheit des Blutes (Wise Blood)
- 1979: Der große Santini (The Great Santini )
- 1979: The Prize Fighter
- 1980: The Ordeal of Dr. Mudd (Fernsehfilm)
- 1980: Das Guyana-Massaker (Guyana Tragedy, Fernsehfilm)
- 1980: Agentenpoker (Hopscotch, auch Bluff Poker – Ein Schlitzohr packt aus!)
- 1980: Der Aufseher von Angel City (Angel City, Fernsehfilm)
- 1981: Walking Tall (Fernsehserie, Episode 1x06)
- 1981: Der unglaubliche Hulk (Fernsehserie, Episode 4x14)
- 1981: Tag des Zorns (Coward of the County, Fernsehfilm)
- 1982: Die Zeitreisenden (Voyagers!, Fernsehserie, Episode 1x11)
- 1982: Simon & Simon (Fernsehserie, Episode 2x03)
- 1983: The Mississippi (Fernsehserie, Episode 1x04)
- 1983: WarGames – Kriegsspiele (WarGames)
- 1983: Projekt Brainstorm (Brainstorm)
- 1983: Rita Hayworth: The Love Goddess (Fernsehfilm)
- 1983: Ein Duke kommt selten allein (The Dukes of Hazzard, Fernsehserie, Episode 6x07)
- 1983: Dallas (Fernsehserie, 2 Episoden)
- 1984: CBS Schoolbreak Special (Mini-Serie, Episode 1x01)
- 1984: Das fliegende Auge (Fernsehserie, Episode 1x11)
- 1984: Das Philadelphia Experiment (The Philadelphia Experiment)
- 1984: Hardcastle & McCormick (Hardcastle and McCormick, Fernsehserie, Episode 2x09)
- 1984: Trio mit vier Fäusten (Riptide, Fernsehserie, Episode 2x08)
- 1984: Ein Engel auf Erden (Highway to Heaven, Fernsehserie, 2 Episoden)
- 1985: Robert Kennedy and His Times (Mini-Serie, 3 Episoden)
- 1985: Mode, Models und Intrigen (Cover Up, Fernsehserie, Episode 1x20)
- 1985: Hunter (Fernsehserie, Episode 1x20, Sniper)
- 1985: Code of Vengeance (Fernsehserie)
- 1985: Was für ein Genie (Real Genius)
- 1985: Polizeirevier Hill Street (Hill Street Blues, Fernsehserie, 2 Episoden)
- 1985: Remington Steele (Fernsehserie, Episode 4x06)
- 1986: T. J. Hooker (T.J. Hooker, Fernsehserie, Episode 5x10)
- 1986: Dream West – Das abenteuerliche Leben des John Charles Fremont (Dream West, Mini-Serie, 2 Episoden)
- 1986: Die Spezialisten unterwegs (Misfits of Science , Fernsehserie, Episode 1x16)
- 1986: Club Paradise
- 1986: Die Stewardessen Academy (Stewardess School )
- 1986: Ein Engel auf Erden (Highway to Heaven, Fernsehserie, Episode 3x10)
- 1986: L.A. Law – Staranwälte, Tricks, Prozesse (L.A. Law, Fernsehserie, Episode 1x10)
- 1986–1990: Mord ist ihr Hobby (Murder, She Wrote, Fernsehserie, 6 Episoden, verschiedene Rollen)
- 1987: The Wizard (Fernsehserie, Episode 1x18)
- 1987: Engel des Todes (Deadly Care, Fernsehfilm)
- 1987: The Oldest Rookie (Fernsehserie, Episode 1x08)
- 1988: Privatdetektiv Harry McGraw (The Law & Harry McGraw, Fernsehserie, Episode 1x16)
- 1988: Simon & Simon (Fernsehserie, Episode 7x13)
- 1988: Nitti – Der Bluthund (Nitti: The Enforcer, Fernsehfilm)
- 1988: BAT-21 – Mitten im Feuer (Bat*21, Fernsehfilm)
- 1988: Shadows in the Storm – Die dunklen Schatten der Leidenschaft (Shadows in the Storm)
- 1988: Tales from the Hollywood Hills: Closed Set (Fernsehfilm)
- 1989: Gefährlicher Ruhm – Aufstieg und Fall des Oliver North (Guts and Glory: The Rise and Fall of Oliver North, Fernsehfilm)
- 1989: CBS Summer Playhouse (Fernsehserie, Episode 3x08)
- 1990: Mit Herz und Scherz (Coach, Fernsehserie, Episode 2x19)
- 1990: Hardball (Fernsehserie, Episode 1x18)
- 1990: Ein gesegnetes Team (Father Dowling Mysteries, Fernsehserie, Episode 3x03)
- 1991: Paradise – Ein Mann, ein Colt, vier Kinder (Paradise, Guns of Paradise, Fernsehserie, Episode 3x04)
- 1992: Jagt meine Peiniger! (Taking Back My Life: The Nancy Ziegenmeyer Story, Fernsehfilm)
- 1992: Geheime Leidenschaft (The Secret Passion of Robert Clayton, Fernsehfilm)
- 1992: Friedhof der Kuscheltiere II (Pet Sematary II)
- 1992: In der Hitze der Nacht (In the Heat of the Night, Fernsehserie, 2 Episoden, verschiedene Rollen)
- 1997: Killing Midnight